# Echymipera echinista
Espèce
Statut de conservation UICN

 DD  : Données insuffisantes
Echymipera echinista est une espèce de marsupiaux endémique de Papouasie-Nouvelle-Guinée